# 25042 Qiujun
25042 Qiujun è un asteroide della fascia principale. Scoperto nel 1998, presenta un'orbita caratterizzata da un semiasse maggiore pari a 2,7284532 UA e da un'eccentricità di 0,1815628, inclinata di 8,50677° rispetto all'eclittica.